# Paweł Siudak

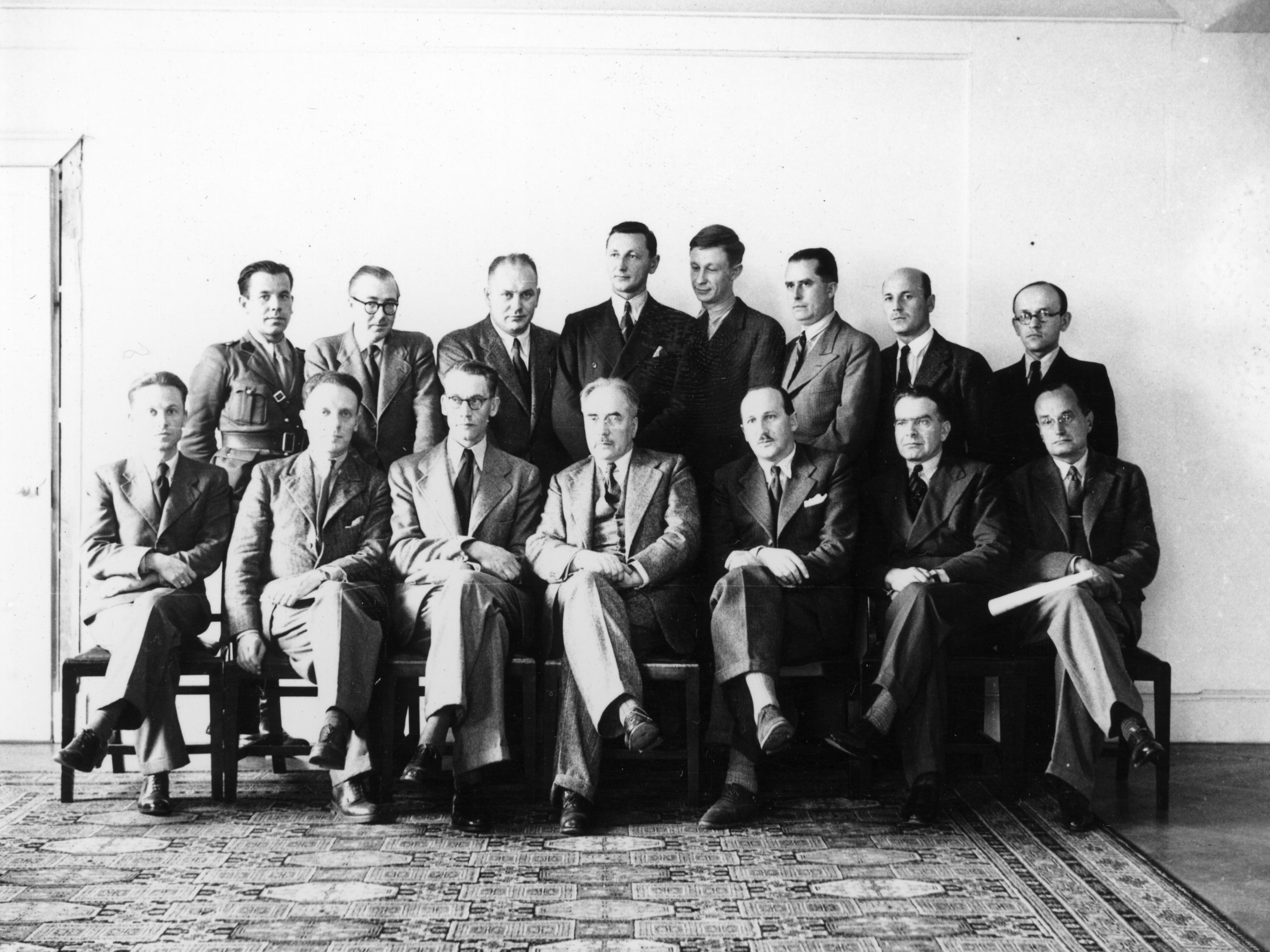
Minister Stanisław Kot w otoczeniu pracowników MSW – Paweł Siudak siedzi drugi z prawej Londyn; 21 sierpnia 1941.

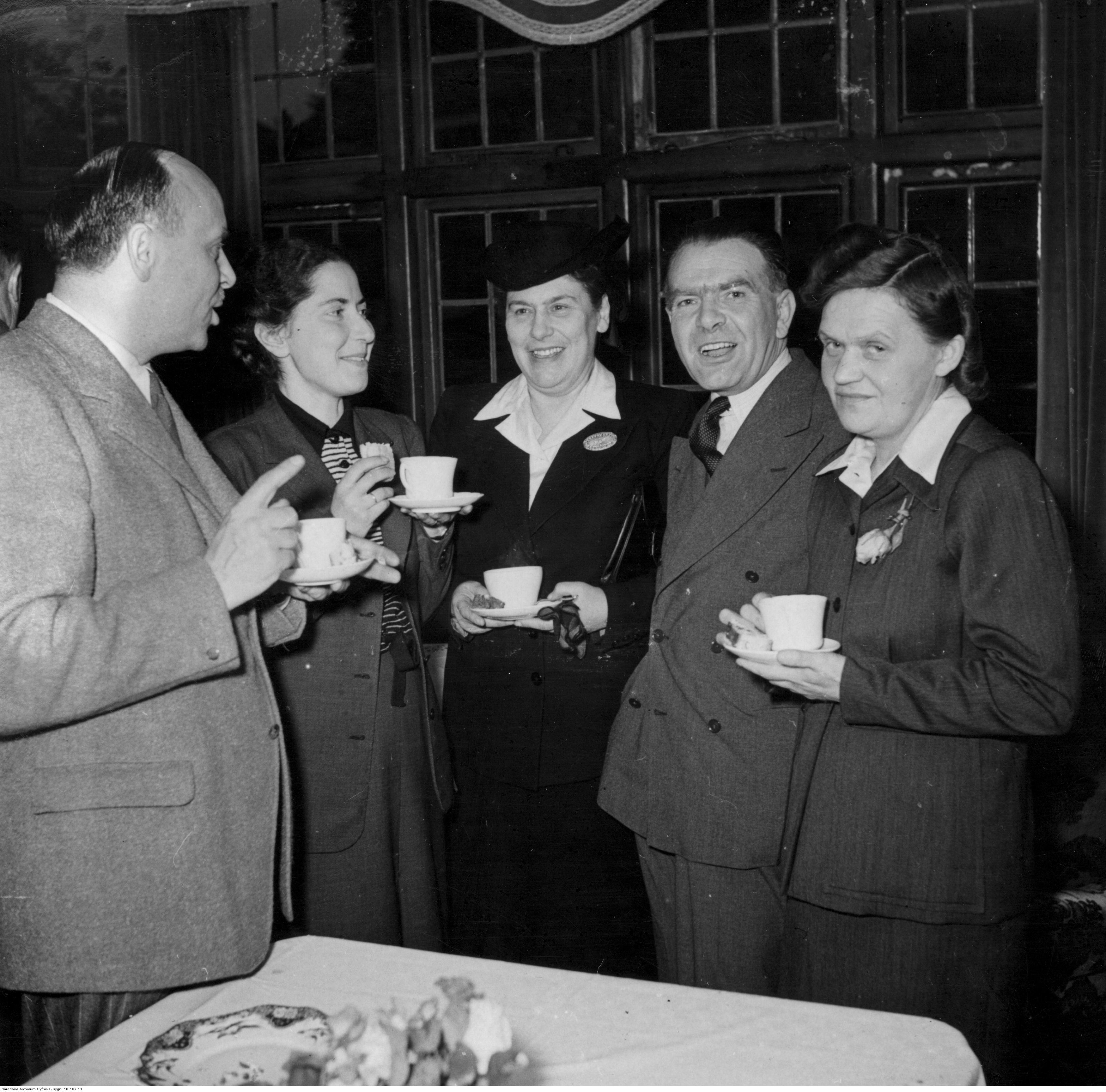
Pożegnanie Pawła Siudaka przed wyjazdem do kraju 29 czerwca 1945 r. Od lewej: Władysław Banaczyk, NN, Ida Kot, Paweł Siudak, Cecylia Mikołajczyk.

Paweł Siudak – pseud. „Bohun”, „Espe”, „Odo” (ur. 11 stycznia 1905 w Dobrocicach, zm. 2 lipca 1972 w Warszawie) – polski polityk, sekretarz Stanisława Mikołajczyka.

## Życiorys
Pochodził z chłopskiej rodziny. Ukończył gimnazjum handlowe w Krakowie i uzyskał uprawnienia do pracy w zawodzie buchaltera. Następnie został zaproszony do Poznania przez adwokata i działacza Polskiego Stronnictwa Ludowego „Piast” Władysława Banaczyka, który był jego kuzynem. Paweł Siudak stał się wówczas działaczem ludowym, a w 1931 powierzono mu stanowisko kierownika sekretariatu poznańskiego Zarządu Wojewódzkiego Stronnictwa Ludowego. Podczas politycznej emigracji Wincentego Witosa wiceprezes Naczelnego Komitetu Wykonawczego Stronnictwa Ludowego Stanisław Mikołajczyk powierzył Pawłowi Siudakowi funkcję kuriera kontaktującego się i przekazującego dokumenty. W marcu 1939 był organizatorem powrotu Wincentego Witosa do kraju. Podczas kampanii wrześniowej walczył w 54 pułku piechoty 12 Dywizji Piechoty, która wchodziła w skład Armii „Prusy”, a po jej rozbiciu przedostał się do dowodzonej przez gen. Franciszka Kleeberga Samodzielnej Grupy Operacyjnej „Polesie” i walczył w jej szeregach pod Kockiem.
Następnie powrócił do Poznania, ale zagrożony aresztowaniem przedostał się przez zielona granicę do Budapesztu, a następnie do Paryża, gdzie powstawał Rząd RP na uchodźstwie i Dowództwo Naczelne Armii Polskiej we Francji. Przydzielono go do Komitetu Zagranicznego Stronnictwa Ludowego i Wydziału Społecznego przy Prezydium Rady Ministrów. Po wkroczeniu hitlerowców do Francji uczestniczył w ewakuacji dokumentów Prezydium Rady Ministrów z Angers do Wielkiej Brytanii. Od sierpnia 1940 pracował w Wydziale Społecznym Ministerstwa Spraw Wewnętrznych w rządzie gen. Władysława Sikorskiego, a dwa lata później został jego kierownikiem. Do jego zadań należało m.in. wybieranie kurierów i emisariuszy oraz organizowanie im kanałów przerzutowych.
Do Polski powrócił w listopadzie 1945 i został osobistym sekretarzem Stanisława Mikołajczyka, w 1947 uczestniczył w tworzeniu list wyborczych PSL. Po opuszczeniu Polski przez Stanisława Mikołajczyka w październiku 1947 Paweł Siudak pozostał w kraju. 10 maja 1948 został uprowadzony sprzed domu przez funkcjonariuszy Ministerstwa Bezpieczeństwa Publicznego i osadzony w areszcie. Podczas przesłuchań był torturowany fizycznie i psychicznie, ale nie wydał nikogo ze współpracowników. W 1951 śledztwo zakończono i Wojskowy Sąd Rejonowy reprezentowany przez prokuratora Jana Orlińskiego w dniu 8 października 1951 skazał go na 11 lat więzienia za szpiegostwo i działalność zagrażającą ustrojowi i władzy. Karę odbywał w Rawiczu, został zwolniony w 1956 na mocy amnestii.
Po powrocie do Warszawy został kierownikiem zaopatrzenia w Fabryce Syntetyków Zapachowych «Aroma» przy ul. Klasyków oraz poświęcił się działalności społecznej. Zmarł nagle 2 lipca 1972.
W listopadzie 1991 Izba Wojskowa Sądu Najwyższego unieważniła wyrok skazujący z roku 1951.